# Peter Pacult
Peter Pacult est un footballeur autrichien né le 28 octobre 1959 à Vienne, qui évoluait au poste d'attaquant et en équipe d'Autriche.
Pacult a marqué un but lors de ses vingt-quatre sélections avec l'équipe d'Autriche entre 1982 et 1993.

## Palmarès

### En équipe nationale
- 24 sélections et 1 but avec l'équipe d'Autriche entre 1992 et 1993.

### Avec le Rapid Vienne
- Vainqueur de la Coupe d'Autriche de football en 1985.

### Avec le FC Swarovski Tirol
- Vainqueur du Championnat d'Autriche de football en 1989 et 1990.
- Vainqueur de la Coupe d'Autriche de football en 1989.

## Distinctions Personnelles
- Meilleur buteur du championnat autrichien en 1989 (26 buts)